# Periomphale
Periomphale es un género de plantas fanerógamas con, originalmente cinco especies perteneciente a la familia Alseuosmiaceae.
Está considerado un sinónimo de  Wittsteinia F.Muell.

## Especies
- Periomphale balansae
- Periomphale gaultherioides
- Periomphale neo-caledonica
- Periomphale pancheri
- Periomphale papuana
- Y las especies correspondiente a los géneros sinónimos: Wittsteinia F.Muell., Memecylanthus Gilg & Schlechter y Pachydiscus Gilg & Schltr..